# I’m Too Sexy
Az I’m Too Sexy című dal a brit Right Said Fred 1991-ben megjelent első kimásolt kislemeze az Up című stúdióalbumról. A dal az angol kislemezlista 2. helyéig jutott, és több országban is helyezést ért el, például Ausztráliában, Írországban, az Egyesült Államokban.
2008 áprilisában a Biender magazin szerint a dal az 50 legrosszabb dal kategóriában szerepelt. 2007 júniusában a VH-1 által 90-es évek 100 legnagyobb sláger kategóriában a 80. helyezést érte el. 2011-ben szintén a VH-1 által a 90-es évek "One Hit Wonders" (Egyslágeres csodák) kategóriában a 2. helyen végzett.

## Kritikák
A Billboard magazin kritikusa szerint a dal szórakoztató, és kissé bugyuta, mely alaposan felmelegítette a táncparketteket, és a rádióállomásokat. Fred eközben lazán büszkélkedik fizikai erőnlétéről a klipben. A dal könnyen laza house groove elemeket tartalmaz, mely könnyedén sikeres lehet.

## Megjelenés
12"  UK Tug Records – 12 SNOG 1
- A I’m Too Sexy (Betty's Mix) 6:17
- B1 I’m Too Sexy (Version) 2:47
- B2 I’m Too Sexy (Instrumental) 5:52

## Slágerlista

### Heti összesítések
| Slágerlista(1991–1992)                          | Legmagasabb helyezés |
| ----------------------------------------------- | -------------------- |
| Ausztrália (ARIA)                               | 1                    |
| Ausztria (Ö3 Austria Top 40)                    | 1                    |
| Belgium (Ultratop 50 Flanders)                  | 3                    |
| Kanada Top Singles (RPM)                        | 2                    |
| Finland (Suomen virallinen lista)               | 15                   |
| Németország (Media Control Charts)              | 14                   |
| Greece (IFPI)                                   | 5                    |
| Hollandia (Top 40)                              | 20                   |
| Hollandia (Single Top 100)                      | 19                   |
| Új-Zéland (Recorded Music NZ)                   | 1                    |
| Norvégia (VG-lista)                             | 2                    |
| Svédország (Sverigetopplistan)                  | 8                    |
| Egyesült Királyság (UK Singles Chart)           | 2                    |
| US Billboard Hot 100                            | 1                    |
| US Billboard Hot Dance Club Play                | 4                    |
| US Billboard Hot Dance Music/Maxi-Singles Sales | 1                    |
| US Billboard Modern Rock Tracks                 | 28                   |
| US Cash Box                                     | 4                    |

| Slágerlista (2007)                    | Legmagasabb helyezés |
| ------------------------------------- | -------------------- |
| Egyesült Királyság (UK Singles Chart) | 56                   |

### Év végi összesítés
| Slágerlista (1991)                   | Helyezés |
| ------------------------------------ | -------- |
| Australia (ARIA)                     | 13       |
| Belgium (Ultratop 50 Flanders)       | 28       |
| New Zealand (Recorded Music NZ)      | 23       |
| UK Singles (Official Charts Company) | 4        |

| Slágerlista 1992)               | Helyezés |
| ------------------------------- | -------- |
| Austria (Ö3 Austria Top 40)     | 12       |
| New Zealand (Recorded Music NZ) | 31       |
| US Billboard Hot 100            | 13       |